# Demonio de Laplace
En la historia de la ciencia, el demonio de Laplace es la primera articulación publicada de determinismo causal o científico por Pierre-Simon Laplace en 1814. Según el determinismo de Laplace, si alguien (el Demonio) supiera la ubicación precisa y momento de cada átomo en el universo, sus valores pasados y futuros para cualquier tiempo dado serían deducibles de esos datos; podrían ser calculados de las leyes de mecánica clásica.
Su deseo de confirmar o refutar el demonio de Laplace jugó una función motivadora [cita requerida] en el desarrollo subsiguiente de la termodinámica estadística, la primera de varias objeciones desarrolladas por generaciones posteriores de físicos a la suposición de determinismo causal sobre la que se erigió el demonio de Laplace.

## Introducción
Esta idea es a menudo llamada demonio de Laplace (y a veces superhombre de Laplace). Laplace mismo no utilizó la palabra "demonio". En cambio, se refirió a esta entidad como «Une intelligence... Rien ne serait incertain pour elle, et l'avenir, comme le passé, serait présent à ses yeux.» («Una inteligencia (...) Tal que para ella nada sería incierto y el pasado, al igual que el futuro, serían presente ante sus ojos»).
Aparentemente, Laplace no fue el primero en imaginar tal demonio y pasos muy similares pueden ser hallados décadas antes del Essai philosophique de Laplace en el trabajo de becarios como Nicolas de Condorcet y Barón D'Holbach. Aun así,  parece que el primero que ofreció la imagen de una inteligencia superpoderosa fue Roger Joseph Boscovich, cuya formulación del principio de determinismo en su Theoria philosophiae naturalis de 1758 resulta no sólo ser cronológicamente anterior a Laplace sino también (al estar fundada en menos principios metafísicos y más arraigada y elaborada sobre suposiciones físicas) más precisa, completa y comprensible que la explicación de Laplace de la doctrina.

## Argumentos en contra del demonio de Laplace

### Irreversibilidad termodinámica
Según el ingeniero químico Robert Ulanowicz, en su libro de 1986 Crecimiento y Desarrollo, el demonio de Laplace conoció su fin con el desarrollo a comienzos del siglo XIX de los conceptos de irreversibilidad, entropía y la segunda ley de termodinámicas. En otras palabras, el demonio de Laplace estaba basado en la premisa de la reversibilidad y la mecánica clásica; aun así, Ulanowicz señala que muchos procesos termodinámicos son irreversibles, de modo que si las cantidades termodinámicas se toman como puramente físicas entonces no es posible tal demonio pues uno no podría reconstruir momentos y posiciones pasados del estado actual. La termodinámica de entropía máxima tiene un punto de vista muy diferente, considerando que las variables termodinámicas tienen una base estadística que puede ser pensada de forma separada de la física microscópica.

### Irreversibilidad mecánica cuántica
Debido a su suposición canónica de determinismo, el demonio de Laplace es incompatible con la interpretación de Copenhague, que estipula un indeterminismo ontológico. La interpretación de la mecánica cuántica está todavía abierta al debate y hay varios que toman posturas opuestas (como la interpretación de los varios mundos y la de Broglie-Bohm).

### Hipótesis del caos
La teoría del caos es a veces tomada como contradictoria con el demonio de Laplace:  describe cómo un sistema determinista puede empero exhibir un comportamiento imposible de pronosticar. Como en el efecto mariposa, variaciones menores entre las condiciones iniciales de dos sistemas pueden resultar en diferencias significativas entre ellos. Si bien explica la imposibilidad de predecir un sistema en casos prácticos, aplicarlo al caso de Laplace es cuestionable: bajo la hipótesis de demonio todos los detalles son sabidos con infinita precisión y por lo tanto las variaciones impredecibles en las condiciones iniciales de un sistema son inexistentes.
El estudio de la Ecuación Logística dentro de la teoría del caos es otro argumento en contra del demonio de Laplace(Aplicación logística Comportamiento según distintos valores de "r" · Cerca de 3,57 es el inicio del caos). Ver Esta ecuación cambiará tu modo de ver el mundo

### Diagonalización de Cantor
En 2008, David Wolpert utilizó el Argumento de la diagonal de Cantor para refutar el demonio de Laplace. Para hacerlo, supuso que el demonio es un dispositivo computacional y mostró que no es posible que entre dos dispositivos uno prediga totalmente al otro. Si el demonio no fuera contenido y computado por el universo, cualquier simulacro certero del universo sería indistinguible del universo para un observador interno y el argumento se sostendría a pesar de lo observable[cita requerida].

## Opiniones recientes
Recientemente se ha propuesto que existe un límite en el poder computacional del universo, es decir la capacidad del demonio de Laplace para una cantidad infinita de información. Este límite está basado en la entropía máxima del universo, la velocidad de la luz y la cantidad mínima de tiempo necesario para mover información a través de la longitud de Planck y la cifra resulta ser aproximadamente 10^120 bits. Consiguientemente, cualquier cosa que requiera más que esta cantidad de datos no puede ser computada en la cantidad de tiempo que ha sucedido hasta ahora en el universo.
Otra teoría sugiere que si el demonio de Laplace ocupara un universo paralelo o dimensión alternativa desde la que pudiera determinar los datos pertinentes y hacer los cálculos necesarios en un tiempo y espacio mayor, la limitación de tiempo antedicha no sería tal. Esta posición es explicada en El Tejido de la Realidad por David Deutsch.